# 고든 뉴펠드

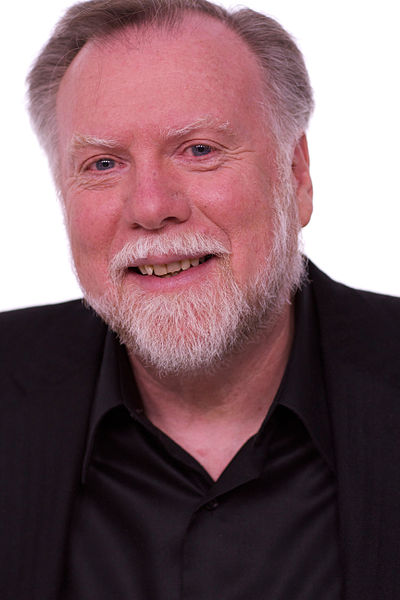
고든 뉴펠드

고든 뉴펠드(Gordon Neufeld, 1946년 ~ )는 캐나다 벤쿠버에 기반을 둔 발달 심리학자이다. 그리고 그는 ‘아이의 손을 놓지 마라’(캐나다 내과 의사 가보르 메이트가 함께 쓴 책임) 책의 공동저자이며 이 책은 지금까지 10개국어로 번역되었다.
뉴펠드의 애착에 기초한 발달 모형의 접근법은 존 바울비의 애착이론에 기초를 한다.
그는 애착이론을 여섯 단계로 발전시켰다. 이것은 사람과의 관계를 수용해가는 발달과정과 소심하고 방어적인 거리감의 두 극단적인 상황의 관계 모두를 포함한다. 그의 애착 모델은 아이뿐 아니라 어른에게도 적용되며, 집과 학교에서 실행 가능한 보편적인 모델이다.
뉴펠드는 캐나다 벤쿠버에 기반을 둔 뉴펠드 협회의 설립자이다. 이 협회는 부모들과 전문가들에게 프리젠데이션, 세미나, 비디오를 포함한 여러 과정이나 개인별 학습 프로그램을 통해교육과 연수를 제공한다. 뉴펠드 교육 프로그램은 영어, 프랑스어, 독일어, 스페인어, 히브리어, 한국어, 스웨덴어 그리고 러시아어를 포함한 많은 언어로 현재 행해지고 있다.